# 172593 Vorosmarty
172593 Vorosmarty este o planetă minoră (asteroid) din centura de asteroizi. A fost descoperită pe 5 noiembrie 2003 la Piszkéstetői Obszervatórium⁠(d) de Krisztián Sárneczky⁠(d) și a fost numită după Mihály Vörösmarty. 
Obiectul prezintă o orbită caracterizată de o semiaxă mare de 2,6285963836471 UAi, o excentricitate de 0,13097708482082, o înclinație de 14,636101193501 ° în raport cu ecliptica.